# Deutsche Meteorologische Bibliothek
Die Deutsche Meteorologische Bibliothek ist die größte wissenschaftliche Spezialbibliothek für Meteorologie in Deutschland und eine der größten und ältesten Europas sowie weltweit. Sie erhielt innerhalb des Sondersammelgebietsprogramms der Deutschen Forschungsgemeinschaft (DFG) 1949 den nationalen Sammelauftrag für die weltweit erscheinende meteorologische und klimatologische Fachliteratur und Klimakarten. Die Bibliothek ist in der Zentrale des Deutschen Wetterdienstes in Offenbach am Main untergebracht und öffentlich zugänglich.

## Geschichte
Die Gründung erfolgte 1847 auf Anregung von Alexander von Humboldt als Handbücherei des Königlich Preußischen Meteorologischen Instituts in Berlin, das 1934 in den Reichswetterdienst übergegangen ist. 1957 zog die Bibliothek in das neue Gebäude des Zentralamtes des 1952 gegründeten Deutschen Wetterdienstes in Offenbach am Main um.
Seit 1961 hat die Bibliothek die noch heute bestehenden Aufgabengebiete Bibliothek, Fachinformationsstelle und Selbstverlag.

## Bibliothek
Der Bestand der Deutschen Meteorologischen Bibliothek umfasst ca. 186.000 Medieneinheiten und ca. 1.000 Zeitschriften und Reihen. Dabei reichen die ältesten Bestände zurück bis in das 15. Jahrhundert. Die Bibliothek besitzt 21 Inkunabeln (Wiegendrucke), die im Gesamtkatalog der Wiegendrucke verzeichnet sind. Dem Besucher stehen 14 Arbeitsplätze zur Verfügung. Fünf davon sind mit PC und Internetzugang ausgestattet und bieten die Möglichkeit, in der 1990 eingeführten und hauseigenen Literaturdatenbank „METLIS“ – dem Meteorologischen Literatur-Informations-System – wissenschaftlich zu recherchieren.
Alle Dokumente der Literaturdatenbank sind in der Bibliothek vorhanden und können, mit einigen Einschränkungen, nach Anmeldung im Lesesaal eingesehen werden. Mitarbeitern des Deutschen Wetterdienstes werden Ausleihen gestattet, für das breite Publikum besteht die Möglichkeit der Fernleihe unter dem Bibliothekssigel B 23. Auftragsrecherchen werden kostenpflichtig durchgeführt.

## Fachinformationsstelle
Der „Fachinformationsdienst Meteorologie“, der vom DWD eingerichtet und getragen wird, entwickelt die bisherigen Sondersammelgebiete Meteorologie und meteorologische Karten nach Maßgabe der aktuellen Richtlinien der Deutschen Forschungsgemeinschaft (DFG) weiter.

## Selbstverlag
Der Selbstverlag publiziert verschiedene Reihen zu meteorologischen Themen wie z. B. "Berichte des Deutschen Wetterdienstes", "Geschichte der Meteorologie in Deutschland" oder "Annalen der Meteorologie". Des Weiteren veröffentlicht er seit 1971 die meteorologische Fortbildungszeitschrift "promet".